# Job Lyman
Job Lyman (* 9. Dezember 1781 in Northampton, Massachusetts; † 10. September 1870 in Burlington, Vermont) war ein US-amerikanischer Politiker und Anwalt, der von 1813 bis 1815 State Auditor von Vermont war.

## Leben
Job Lyman wurde in Northampton, Massachusetts geboren. Im Jahr 1804 machte er seinen Abschluss am Dartmouth College, studierte Rechtswissenschaften und wurde im Jahr 1808 als Anwalt zugelassen. Er zog nach Woodstock, Vermont und eröffnete dort eine Anwaltskanzlei.
Neben seiner Tätigkeit als Anwalt war Lyman auch im Bankgeschäft tätig. Er war als Kassierer der Woodstocker Zweigstelle der Vermont State Bank tätig und Präsident der Woodstock Bank.
Lyman war in der lokalen Politik aktiv. So war er Friedensrichter und Revisor für das Windsor County.
Als aktives Mitglied der Kongregationalen Kirche, diente Lyman als Schatzmeister der Vermont Domestic Missionary Society von 1821 bis 1827.
Von 1813 bis 1815 war Lyman Vermonts Auditor of Accounts. Er war von 1829 bis 1830 Mitglied des Governor’s Councils.
Im Jahr 1850 zog Lyman nach Burlington, dort starb er am 10. September 1870. Lyman war mit Mary Parrot Hall verheiratet, das Paar hatte mehrere Kinder.